# 117 Lomia
Lomia /ˈloʊmiə/ (định danh hành tinh vi hình: 117 Lomia) là một tiểu hành tinh hơi lớn ở vành đai chính có quỹ đạo gần tròn. Nó có bề mặt rất tối và được cấu tạo bằng cacbonat nguyên thủy. Ngày 12 tháng 9 năm 1871, nhà thiên văn học người Pháp Alphonse L. N. Borrelly phát hiện tiểu hành tinh Lomia khi ông thực hiện quan sát tại Đài thiên văn Marseille và đặt tên nó nhưng lý do cho cái tên này vẫn không chắc chắn, Lutz D. Schmadel tin rằng nó rất có thể là lỗi chính tả của Lamia, nữ hoàng của xứ Libya.
Cho đến nay người ta đã quan sát thấy 8 lần Lomia che khuất sao, trong khoảng thời gian từ năm 2000 đến năm 2018.